# Arc cuprifère katangais
L'arc cuprifère katangais désigne un ensemble d'affleurements de cuivre au Katanga en république démocratique du Congo. Il fait partie de l'arc lufilien.

## Situation géographique
L'Arc cuprifère katangais est formé de plus d'une centaine d'affleurements cupro-cobaltifères ponctuels situés dans le Sud-Est du Katanga (république Démocratique du Congo). Ces affleurements délimitent une ceinture convexe tournée vers le nord d'environ 300 km de long sur 60 km de large entre Kolwezi et Lubumbashi.

## Géologie
Lors de la séparation des cratons du Kalahari et du Congo (env. 1 100 Ma), un bassin fut formé. Une mer s'engouffra dans celui-ci, et des sédiments provenant du continent commencèrent à s'y accumuler formant les roches du Kalahari (Cénozoïque), du Katanguien (Précambrien A) et du Kibarien (Précambrien B).
Le Katanguien est divisé en trois groupes : le Roan, le Kundelungu inférieur (ou Nguba) et le Kundelungu supérieur (ou Kundelungu).
C'est dans le Roan qu'on retrouve les anomalies métallifères. Le Roan est constitué de quatre sous-groupes :
- le sous-groupe des RAT (roches argilo-talqueuses, grès et argilites dolomitiques)
- le sous-groupe des Mines (roches carbonatées)
- le sous-groupe Dipeta (roches gréseuses siliceuses)
- le sous-groupe Mwashya (roches carbonatées).

C'est après le dépôt de la série des Mines qu'une première minéralisation, sans doute hydrothermale se produit et que des métaux tels le cuivre (principalement), le cobalt, le nickel… se déposent sous forme sulfurée dans ces roches hôtes. Différents événements tectoniques de l'orogenèse lufilienne donnent à l'arc sa forme particulière et font rejaillir des blocs minéralisés du groupe des mines vers la surface.

## Les collines cuprifères
La majorité des anomalies cupro-cobaltifères katangaises se présentent sous la forme caractéristique de collines cuprifères. Celles-ci émergent du plateau katangais et sont particulièrement remarquables par leur absence de végétation ligneuse.

## Flore
Les collines cuprifères hébergent une flore tout à fait originale qui tolère des concentrations extrêmes en cuivre et/ou cobalt dans le substrat. Plus de 600 espèces l'ont colonisé dont une trentaine sont endémiques.

## Exploitation du cuivre au Katanga
Les premières traces d'exploitation des réserves de cuivre katangaises remontent au XIVe siècle. Des vestiges de hauts-fourneaux de cette époque ont été retrouvés.
En 1906, les Européens s'étant rendu compte des richesses minières de la région fondent l'Union minière du Haut Katanga (UMHK). La première production date de 1911 et ne cesse d'augmenter.
En 1966, l'UMHK est nationalisée et devient la Gécamines. En 1986, la Gécamines produit 475 000 tonnes de cuivre.
1986 sera la dernière année de production régulière de la Gécamines, avant une période de déclin qui s'étendra jusqu'au début des années 2000.
Dans les années 2000, la Gécamines développe des partenariats d'exploitation avec des sociétés minières étrangères.